# 洱海拟扁蛭
洱海拟扁蛭（学名：Hemiclepsis erhaiensis）为舌蛭科拟扁蛭属的动物。在中国大陆，分布于云南等地，营寄生生活，寄生于高原鲤克鱼类厚唇鲤、云南广唇鱼和杞麓鲤的鳃上。该物种的模式产地在云南。